# Toit réciproque

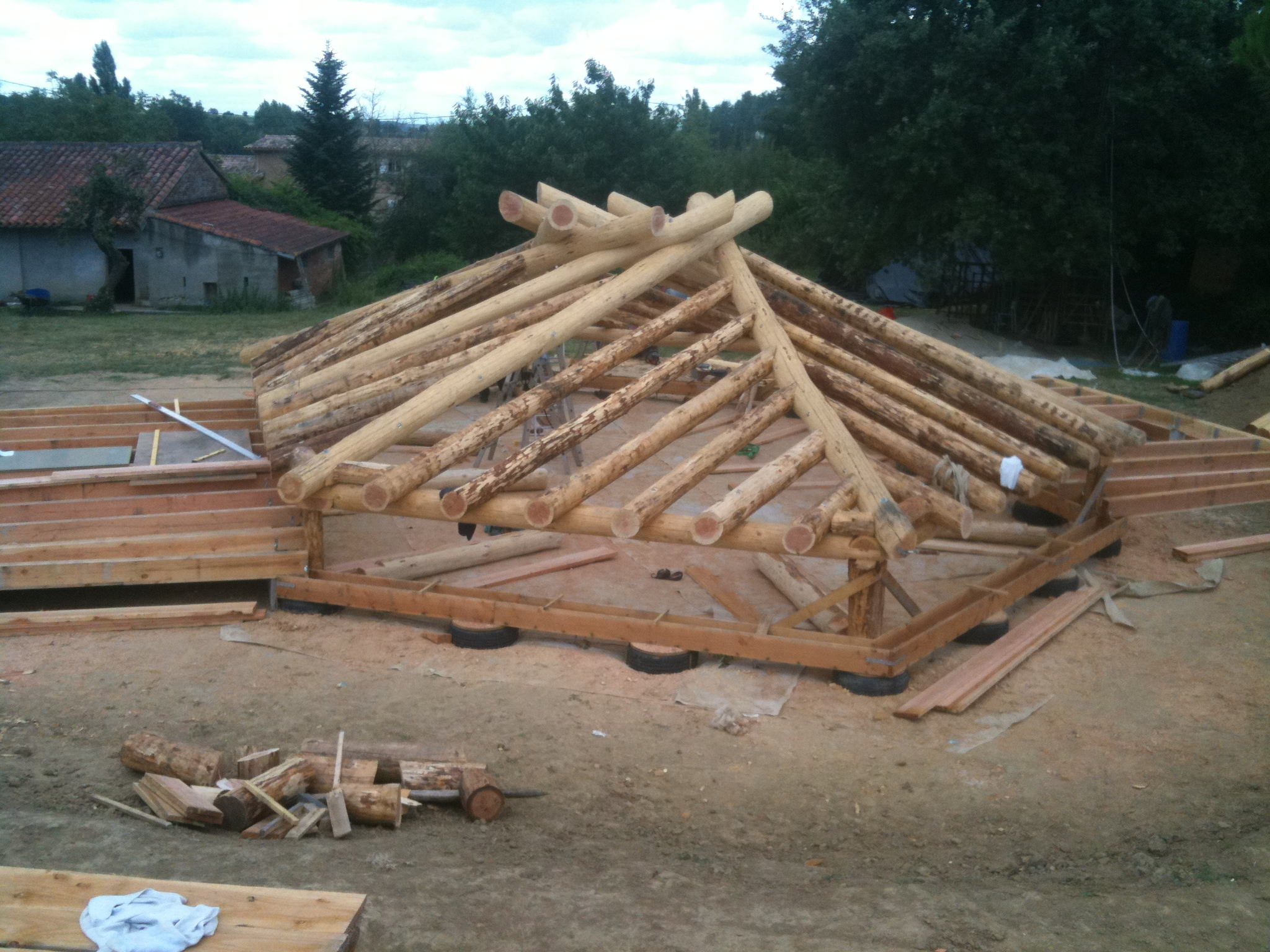
Voici un toit réciproque.

Un toit réciproque est une forme de charpente autoportante composée d'au moins trois chevrons et qui ne nécessite aucun pilier central. Il permet de créer des toits, des ponts et toutes sortes de structures.

## Construction

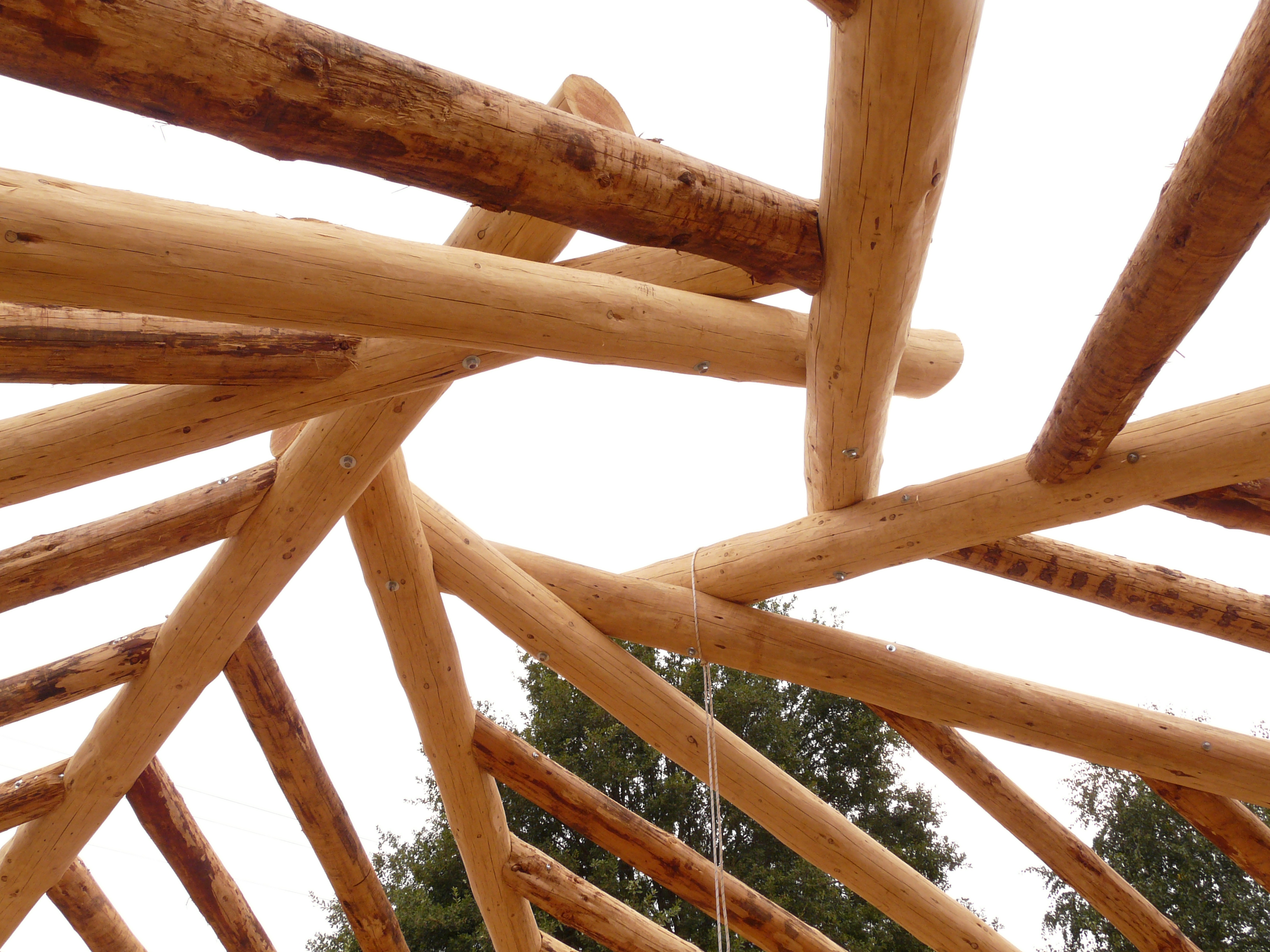
Vue d'en dessous. Chevrons principaux (arêtiers) ponçés.

Pour construire un toit réciproque, on commence par installer un pilier central temporaire sur lequel on place le premier chevron. De la hauteur de ce pilier dépend la hauteur du toit. Les chevrons suivants sont ensuite placés en appui les un sur les autres. Le dernier chevron se place au-dessus de l'avant dernier et en dessous du tout premier. Ils sont ensuite attachés entre eux et le pilier central est retiré. Si un seul des chevrons se casse, toute la structure s'écroule.
Une charpente réciproque, également nommée charpente mandala, est auto-portée,. Dans une telle structure, la rupture d'un seul élément entraîne l'effondrement de l'ensemble.